# Emoliente (bebida)
El emoliente es una bebida tradicional consumida principalmente en Perú. Es tradicional su consumo por las mañanas o por las noches. Se le atribuyen diferentes propiedades medicinales, ya sea para tratamiento del aparato digestivo, reproductor, respiratorio o circulatorio.
El emoliente fue introducido en Perú durante la época colonial como bebida medicinal o tisana. En Lima se llegó a popularizar a tal punto que prácticamente había un puesto de emolientero en cada esquina.

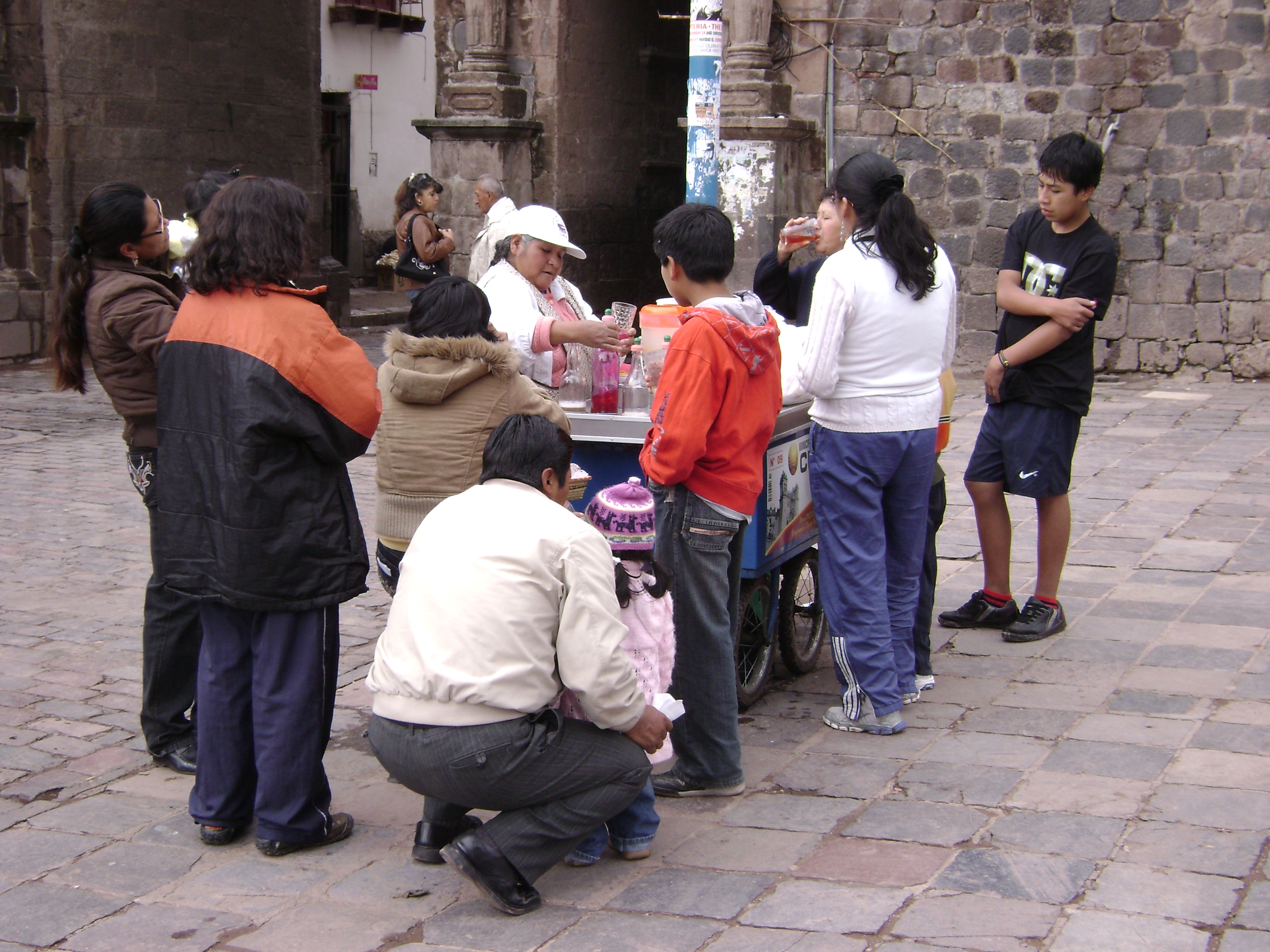
Emolientera en Cusco, Perú.

## Preparación
El emoliente es una bebida que se prepara sobre la base de granos tostados de cebada, extractos de hierbas medicinales, azúcar y jugo de limón. Entre las hierbas más usadas se encuentran la cola de caballo, linaza, alfalfa, llantén y boldo.
En años recientes, el emoliente —especialmente el que se expende en las calles en carretillas ambulantes— ha ido incorporando una serie de plantas medicinales, algunas de las cuales han sido elegidas debido a sus propiedades diuréticas. Entre estas plantas tenemos la uña de gato, maca, chancapiedra, sangre de Drago, muña y sábila. Algunos emolientes denominados «especiales» también pueden incluir polen, miel de abeja, algarrobina, «barbas» de choclo, especias (como canela), e infusiones hechas con frutas (membrillo o piña) o cáscara de papa.